# Нуне Єсаян
Нуне Мартіківна Єсаян (вірм. Նունե Եսայան; 5 серпня, 1969, Єреван, Вірменська РСР, СРСР) — вірменська естрадна співачка, заслужена артистка Республіки Вірменія.

## Освіта
Закінчивши середню школу, в 1986 році вступила в Єреванський політехнічний інститут. Паралельно відвідувати любительський гурток народних пісень. У 1987 році вирішила змінити професійну спрямованість і в 1988 році вступила до Єреванського джазового та естрадного мистецтва державний коледж.
Першими вчителями були джазова співачка Татевік Оганесян і композитор Артур Григорян. У 1990 році, закінчивши коледж, вступила до Костянтина Орбеляна в Державний естрадний оркестр Вірменії, як солістка. Брала участь у численних місцевих і міжнародних конкурсах, удостоєна почесних нагород країни.
1993—1995 рр. музична діяльність в Сирії.
Випустив понад 10 дисків, зняла більше 20 відео. Концертами виступавла у Вірменії та багатьох зарубіжних країнах. В репертуарі велику частину складають народні пісні.

## Дискографія
- 1998: Kavare Mer
- 1999: Who Knows
- 2000: World
- 2001: Nune
- 2002: Love
- 2003: Sayat Nova
- 2004: Me
- 2005: Nune: International Album
- 2006: Dle Yaman
- 2012: Sold Out

## Призи, нагороди
У 2006 році указом президента їй присвоєно звання заслуженої артистки Вірменії.